# 螻蛄 (小説)
『螻蛄』（けら）は、黒川博行の小説。ヤクザの桑原と建設コンサルタントの二宮がコンビを組む、疫病神シリーズの第4作となる。本作を原作としたテレビドラマも製作されている。

## 概要
新潮社の雑誌『週刊新潮』において、2007年7月12日号から2008年8月28日号まで掲載された。2009年7月に新潮社から単行本が刊行、2012年2月に新潮文庫から文庫本が刊行。2015年11月には角川文庫から文庫本が再版された。
2016年に、BSスカパー!でテレビドラマ化された。

## あらすじ
建設コンサルタントの二宮が疫病神のヤクザ・桑原に頼まれたのは、就教寺の住職である木場から、木場が製作したスカーフ三千枚を買い取ること。桑原の狙いは、スカーフの絵柄にもなっている伝法宗慧教寺の宗派宝物の絵巻物「懐海聖人絵伝」上・中・下巻だった。桑原はまんまと木場から絵巻物の上巻を奪い取る。しかし直後、なぜか生活安全課の刑事・美濃が介入してきた挙句、絵巻物も偽物だったことがわかる。桑原は新たな策を練り、本物の絵巻物を入手する。これで自分はお役御免と思っていた二宮のもとに、新宿の勢羽組のヤクザが送り込まれる。事務所に戻れなくなってしまった二宮は、絵巻物に一億円の値段をつけた画商・稗田に会うという桑原に同行して、東京に行く。二宮はそこで、絵巻物とカネを巡る更なる争いに巻き込まれていく。

## 登場人物
桑原保彦（くわはら やすひこ）
二蝶会の組員。
二宮啓之（にのみや けいすけ）
二宮企画の建設コンサルタント。37歳。
嶋田（しまだ）
二蝶会の若頭で、嶋田組の組長。
渡辺悠紀（わたなべ ゆき）
二宮の従妹。モダンバレエのスタジオでインストラクターをしている。
徳永節夫（とくなが せつお）
二蝶会の組員。桑原の舎弟。
多田真由美（ただ まゆみ）
桑原の愛人。
中川克彦（なかがわ かつひこ）
大阪府警捜査四課の刑事。階級は巡査部長。
内藤（ないとう）
ヤクザ御用達の病院・内藤医院の院長。
稗田涼子（ひえだ りょうこ）
棠嶺堂（とうれいどう）の画商。二蝶会の先代組長・角田の愛人だった。
美濃芳雄（みの よしお）
夕陽丘署生活安全課防犯係の刑事。階級は巡査部長。
甲斐義亨（かい ぎこう）
伝法宗慧教寺派の東京別院の宗務長。

## 書誌情報
- 単行本『螻蛄』 新潮社、2009年7月25日発行、ISBN 978-4-10-317401-1
- 文庫本『螻蛄―シリーズ疫病神―』 新潮文庫、2012年2月1日発行、ISBN 978-4-10-137015-6
- 文庫本『螻蛄』 角川文庫、2015年11月25日発行、ISBN 978-4-04-103553-5

## テレビドラマ
『螻蛄（疫病神シリーズ）』のタイトルで、2016年2月19日から3月18日まで毎週金曜日21時 - 22時にBSスカパー!とスカパー!4K 統合で放送された。北村一輝と濱田岳のW主演。2015年に放送された『破門（疫病神シリーズ）』に続く、テレビドラマ第2弾となる。原作は『螻蛄』の後に『破門』が刊行されたのに対し、逆の順番で映像化された。
嶋田や森山の肩書きが原作とは異なる。第5話では、原作者の黒川博行が喫茶店のマスター役でカメオ出演した（ノンクレジット）。

### キャスト
- 桑原保彦（二蝶会組員） - 北村一輝
- 二宮啓之（建設コンサルタント） - 濱田岳
- 渡辺悠紀（二宮の従妹） - 山下リオ
- 佐々木節夫（二蝶会組員） - 牧田哲也
- 木下研介（二蝶会組員） - 佐野和真
- 稗田涼子（棠嶺堂の美術商） - 朝海ひかる
- 美濃芳雄（夕陽丘署の刑事） - 橋本さとし
- 嶋田和夫（二蝶会組長） - 鶴見辰吾

#### ゲスト（テレビドラマ）
第1話
- 新井玲司（盆屋の金貸し） - 三浦誠己
- 小枝（ホステス、木場の愛人） - 泉里香
- 真緒（ホステス） - 葵
- 大山（木場の手伝い） - 青木忠宏
- 小山（木場の手伝い） - 阿見201
- 労働者風の男1 - 松岡哲永
- 労働者風の男2 - メイ・イズモト
- ロン毛（勢羽組組員） - 児玉拓郎
- 坊主頭（勢羽組組員） - 吉田健悟
- 木場博道（就教寺の住職） - 佐藤誓（第3話）
- 松沢徳夫（松徳石材の社長） - 寺田農（第3話）

第2話
- 甲斐義亨（東京別院の宗務長） - 久保酎吉（第3・4話）
- 高坂マコト（悠紀の友人） - 柾木玲弥（第5話）
- 中川克彦（大阪府警捜査四課の刑事） - 高杉亘（第5話）
- 石坂晃（東京別院の信徒総代） - 升毅

第3話
- 森山毅（元二蝶会組長） - 中村育二
- 井島豊（勢羽組組員） - 吉永秀平
- 岡本友彦（勢羽組組員） - 斉藤悠（第4話）
- 矢上行紹（名古屋別院の宗務長） - 清水昭博（第4話）
- 大野木浩三（名古屋別院の信徒総代） - 沼崎悠（第4話）
- 秋野（勢羽組組員） - 平原テツ

第4話
- 多田真由美（桑原の女） - 映美くらら
- 沢居（大同銀行の名古屋本店次長） - 森山栄治
- 羽鳥有介（勢羽組組長） - 神保悟志（第5話）

第5話
- 友野良晋（浙劫寺の住職） - 清水一彰
- 宇山春樹（勢羽組組員） - 出合正幸
- 的場（勢羽組組員） - 末松暢茂

### スタッフ
- 原作 - 黒川博行『螻蛄』（新潮文庫・角川文庫）
- 脚本 - 酒井雅秋
- 音楽 - 末廣健一郎
- 監督 - 木村ひさし
- 助監督 - 瀧悠輔
- アクションコーディネーター - 川本耕史
- 大阪弁監修 - 兼原良太郎、一川幸恵
- 大阪弁ブレーン - 吉井三奈子、益山貴司
- 大阪ロケ協力 - 大阪フィルム・カウンシル、堺フィルムオフィス、近鉄ロケーションサービス
- VFX - エヌ・デザイン
  - VFXプロデューサー - 藤田卓也
  - VFXスーパーバイザー - 朝倉玲
- 4K編成 - 軽部岳大
- 4Kテクニカルアドバイザー - 今井豊
- スタント&アクション - ユーデンフレームワークス
  - アクションコーディネーター - 川本耕史
  - アクション助手 - 渡辺大貴、坂手透浩
- カースタント - 武士レーシング
- 操演 - テイクワン
- 技術協力 - 東通、タムコ、エヌ・エス・ティー、ナックイメージテクノロジー
- 美術協力 - アックス、東京美工
- 照明協力 - APEX
- 小道具 - 京阪商会
- プロデューサー - 長谷川晴彦、清野正一郎、安田邦弘
- アシスタントプロデューサー - 伊澤紀人
- アソシエイトプロデューサー - 中村明美、関根健晴
- 企画協力 - KADOKAWA
- 企画 - 上田徹、渡部康弘、安藤親広
- 製作者 - 小牧次郎
- 制作協力 - ROBOT
- 製作著作 - スカパー!

### 放送日程
| 各話  | 放送日  |
| ----- | ------- |
| 第1話 | 2月19日 |
| 第2話 | 2月26日 |
| 第3話 | 3月04日 |
| 第4話 | 3月11日 |
| 第5話 | 3月18日 |

### 関連商品
- 螻蛄（疫病神シリーズ） Blu-ray-BOX（KADOKAWA、2016年8月5日発売、規格品番 DAXA-5007）
- 螻蛄（疫病神シリーズ） DVD-BOX（KADOKAWA、2016年8月5日発売、規格品番 DABA-5007）